# Гэбриэл (фильм, 2014)
«Гэбриэл» — независимый психологический драматический триллер 2014 года, режиссёра Лу Хоу, в главной роли — Рори Калкин. Является режиссёрским дебютом Хоу.

## Сюжет
Габриэль, молодой человек, переживший самоубийство своего отца и находящийся на грани нервного срыва, убеждён, что воссоединение со своей первой любовью принесёт ему счастье. Вопреки возражениям своей семьи, Габриэль намеревается найти её.

## В ролях
- Рори Калкин — Габриэль
- Дейдра О’Коннелл — Мередит
- Дэвид Колл — Мэтью
- Эмили Мид — Алисы
- Линн Коэн — Нонни
- Луиза Краузе — Сара
- Алексия Расмуссен — Келли
- Франк Де Хулио — Пола
- Десмин Борхес — Руди
- Шон Каллен — Джонатана Нортона

## Критика
Рейтинг фильма на Rotten Tomatoes составляет 84 %. Эрик Кон из IndieWire поставил фильму оценку «B+». Мэтт Золлер Зейтц из RogerEbert.com присвоил фильму 3 звезды из 4. Майк Д’Анджело из The A.V. Club поставил фильму оценку «B». Клейтон Диллард из Slant Magazine присвоил фильму 1,5 звезды из 4.